# Lacinipolia tenisca
Lacinipolia tenisca är en fjärilsart som beskrevs av Smith 1910. Lacinipolia tenisca ingår i släktet Lacinipolia och familjen nattflyn. Inga underarter finns listade i Catalogue of Life.